# Avalanche (Marvel)
Avalanche (Dominic Petros) is een fictieve superschurk uit de strips van Marvel Comics, en een vijand van de X-Men. Hij werd bedacht door Chris Claremont en John Byrne, en verscheen voor het eerst in Uncanny X-Men #141 (januari 1981).
Avalanchte is een mutant met de gave om vibraties op te wekken die aardbevingen kunnen veroorzaken en voorwerpen desintegreren (behalve levend weefsel). Hij is lid geweest van de Brotherhood of Mutants en Freedom Force.

## Geschiedenis
Over Avalanche’ verleden voordat Mystique hem rekruteerde voor haar Brotherhood of Mutants is niet veel bekend, behalve dat hij een immigrant uit Griekenland is. Avalanche verscheen voor het eerst in de strips als lid van de Brotherhood tijdens hun mislukte poging om Senator Robert Kelly te vermoorden. Avalanche verliet de Brotherhood tijdelijk om de staat Californië te chanteren. Hij dreigde met zijn krachten een enorme aardbeving op te wekken als hij niet grof betaald kreeg. Avalanche werd geconfronteerd door de Hulk, die Avalanche' beide armen brak toen die probeerde zijn krachten tegen hem te gebruiken. Na te zijn genezen keerde Avalanche terug naar de Brotherhood.
Toen Mystique de diensten van de Brotherhood aanbood aan de overheid werd Avalanche samen met de andere Brotherhood leden lid van het team Freedom Force. Hun eerste opdracht was het vangen van de mutant Magneto. Tijdens Freedom Force’ laatste missie in Koeweit liet Avalanche Blob en Pyro achter op vijandig terrein om de gewonde Crimson Commando te hulp te komen. Toen Freedom Force uit elkaar viel bleef Avalanche voor de overheid werken als onderdeel van het project: Wideawake. Hij verliet dit project toen hij hoorde dat Pyro het Legacy Virus had opgelopen. Avalanche probeerde lange tijd een genezing te vinden, maar tevergeefs.
Recentelijk viel Avalanche New York aan, maar werd verslagen door de op dat moment machteloze Rahne Sinclair (Wolfsbane), en overgedragen aan de autoriteiten. Wat hij precies probeerde te bereiken is niet bekend. Later werd Avalanche een van leden van de nieuwste Brotherhood, en viel samen met hen Xaviers school aan. Deze groep werd verslagen toen Xorn II ze in het zwarte gat in zijn hoofd zoog. Wat er hierna met Avalanche is gebeurd is nog niet bekend, maar het staat vast dat hij een van de weinige mutanten is die zijn krachten niet verloor in de House of M verhaallijn.

## Krachten en vaardigheden
Avalanche is een mutant met de gave om krachtige golven van vibratie te genereren vanuit zijn handen, met destructieve gevolgen. De vibratie kan anorganische voorwerpen doen versplinteren of verbrijzelen. Indien Avalanche zijn vibratiegolven op een gebouw of op de aarde zelf richt heeft dit hetzelfde effect als een aardbeving of lawine, maar slechts binnen een beperkt gebied.
Avalanche is zelf onkwetsbaar voor de effecten van het genereren van de intense vibraties. Echter, als een vibratie wordt teruggekaatst naar hemzelf kan hem dat wel verwonden.
Om een of andere onbekende reden heeft Avalanche’ kracht geen of bijna geen effect op organisch weefsel. Toen hij zijn krachten tegen de Hulk gebruikte deerde dit hem totaal niet, maar de terugslag van de vibraties brak de botten in Avalanche’ armen.
Het is niet bekend wat de maximale omvang is van het gebied waarop Avalanche zijn krachten in een keer kan gebruiken.

## Avalanche in andere appearances
- Avalance verscheen in de X-Men animatieserie uit de jaren 90. Hij werd altijd vergezeld door Pyro en later Blob. Hij deed meestal dienst als helper van Mystique.
- In de animatieserie X-Men: Evolution had Avalanche een vaste rol. Net als veel andere personages in deze serie had hij een grote verandering ondergaan in vergelijking met zijn stripversie. In deze serie is hij nog een tiener en is zijn naam Lance Alvers. Bovendien is niet bekend of hij uit Griekenland komt. Hij is lid van Mystique’s Brotherhood, en heeft een oogje op Shadowcat. De Avalanche uit “Evolution” vertoont sterke overeenkomsten met Rictor.
- Avalanche verscheen als eindbaas in X-Men Legends